# چار کوساریا
چار کوساریا (به لاتین: Char Kusaria) یک روستا در بنگلادش است که در استان باریسال و در ناحیه باریسال واقع شده است.